# Jan Boklöv
Jan Boklöv (né le 14 avril 1966 à Koskullskulle, près de Gällivare en Suède) est un sauteur à ski suédois. Il est à l'origine de la technique de saut « en V », pratiquée depuis par tous les sauteurs de haut niveau.
C'est à Falun en Suède que Jan Boklöv utilise en compétition cette nouvelle technique de saut à ski en V. Malgré les notes de style sévères des juges, cette méthode est rapidement vue comme la plus efficace car elle permet d'augmenter d'environ 10% la portance du saut. Il s'ensuit une adoption progressive de cette technique par l'ensemble des sauteurs à ski.

## Palmarès

### Jeux olympiques
| Épreuve / Édition | Calgary 1988 | Albertville 1992 |
| Petit Tremplin    | 28e          | 47e              |
| Grand Tremplin    | 18e          |                  |

### Championnats du monde de saut à ski
| Épreuve / Édition | Seefeld 1985 | Oberstdorf 1987 | Lahti 1989 |
| Petit Tremplin    | 48e          | 27e             | 10e        |
| Grand Tremplin    | 39e          |                 | 21e        |
| Par équipes       |              |                 | 5e         |

### Championnats du monde de vol à ski
| Épreuve / Édition | Vikersund 1990 | Harrachov 1992 |
| Individuel        | 27e            | 28e            |

### Coupe du monde de saut à ski
- 1 gros globe de cristal : vainqueur de la Coupe du monde en 1989.
- 5 victoires en épreuve individuelle pour un total de 11 podiums.

#### Saison par saison
| Année | Lieu |
| 1989  | Lake Placid (États-Unis), Sapporo (Japon), Innsbruck (Autriche), Harrachov (République tchèque), Chamonix (France) |